# Naprotechnologia
Ten artykuł opisuje teorie, metody lub czynności niezgodne ze współczesną wiedzą medyczną.
Naprotechnologia (NaProTechnologia) – metoda mająca monitorować i utrzymywać zdrowie układu rozrodczego kobiet, stworzona przez Thomasa W. Hilgersa w 1991 roku, obejmująca również leczenie niepłodności. Oparta jest głównie na naturalnych sposobach planowania rodziny, które są dopuszczane m.in. przez Kościół katolicki. Metoda stawia nacisk na naukę umiejętności rozpoznawania własnej płodności przez małżonków starających się o potomstwo. Jest adresowana do pacjentów, których niepłodność jest uleczalna (nie będą to więc kobiety z niewydolnością jajników, niedrożnością jajowodów).

## Przebieg metody
Metoda opiera się na samoobserwacji według zmodyfikowanej wersji modelu Creightona, pozwala określić dni płodne kobiety oraz ewentualne zaburzenia w jej cyklu miesiączkowym. Okres obserwacji i diagnostyka może trwać do 2 lat i obejmuje trzy etapy:
- nauka techniki obserwacji cyklu kobiety według modelu Creightona i zapisywania jej wyników na specjalnej karcie oraz diagnostyka wstępna i badania hormonalne; równocześnie prowadzi się badania mężczyzny (ponieważ zarówno masturbacja, jak i stosowanie standardowej prezerwatywy jest przez Kościół katolicki uznawane za grzech, próbkę nasienia pobiera się podczas stosunku przy użyciu perforowanego zbiorniczka na nasienie[7]);
- rozpoznanie przyczyny niepłodności (badania laboratoryjne, obrazowe itd.) i uzyskanie regularnych cyklów;
- oczekiwanie na poczęcie i towarzyszenie małżonkom przez okres ciąży[8].

## Zastosowanie metody
W założeniu naprotechnologia pozwala na wyznaczenie czasu najkorzystniejszego dla zapłodnienia, czym leczy niepłodność spowodowaną m.in. psychologiczną sferą funkcjonowania organizmu. Metoda jednak nie eliminuje przyczyn bezpłodności występującej u partnerów (jak uszkodzenia narządów, nieprawidłowe ich ukształtowanie w procesie rozwoju, całkowity brak komórek rozrodczych).
Na świecie działa kilka klinik naprotechnologii oraz grupa indywidualnych trenerów i instruktorów tej metody. W Internecie można znaleźć listę instruktorów modelu Creightona i lekarzy konsultantów naprotechnologii z Polski.

## Literatura naukowa
Organizacje medyczne oceniające metody leczenia niepłodności, m.in. takie jak unijny ESHRE, amerykański ASRM, brytyjski NICHCE w swoim 534-stronicowym raporcie nie mówią o naprotechnologii, a Polskie Towarzystwo Medycyny Rozrodu i Polskie Towarzystwo Ginekologiczne stwierdziły, iż nie mogą jej rekomendować z powodu braku dowodów na jej skuteczność w kontrolowanych badaniach klinicznych.
Google Scholar wyszukuje 428 prac dla zapytania „Naprotechnology” i 270 prac dla zapytania „Natural Procreative Technology” (por. ok. pół miliona dla in vitro). PubMed rejestruje 15 artykułów medycznych o naprotechnologii.

## Terminologia
Termin ten jest spolszczeniem od NaProTechnology, który jest znakiem towarowym zarejestrowanym przez Pope Paul VI Institute for the Study of Human Reproduction w Omaha (stan Nebraska), USA. Zgodnie z wolą właściciela może być swobodnie i bezpłatnie używana przez każdą osobę i instytucję tak długo, jak jej użycie odzwierciedla medyczne koncepcje i wartości wyrażone w podręczniku „The Medical & Surgical Practice of NaProTECHNOLOGY” (tł. Medyczna i chirurgiczna praktyka naprotechnologii) autorstwa Thomasa W. Hilgersa, w której termin ten został użyty. Jest skrótem od Natural Procreative Technology. Termin technology oznacza technologię lub technikę.

## Krytyka
Według prof. Jerzego Radwana, nazwa naprotechnologia jest nadużyciem:

Termin naprotechnologia jest nieporozumieniem, to przecież zwykłe postępowanie diagnostyczno-terapeutyczne, które my, lekarze zajmujący się leczeniem niepłodności, stosujemy u par chcących zajść w ciążę. [...] Nazywanie powszechnie dostępnych metod stosowanych od kilkudziesięciu lat rewolucyjną metodą leczenia niepłodności to hipokryzja.

Z kolei prof. Rafał Kurzawa, były przewodniczący Sekcji Płodności i Niepłodności Polskiego Towarzystwa Ginekologicznego, stwierdza, że:

Zasadniczy zarzut względem naprotechnologii to fakt, iż ze względów ideologicznych nie daje się ludziom dostępu do metod rzeczywiście rozwiązujących ich problem. To zwykłe zachowawcze postępowanie diagnostyczno-terapeutyczne, które niestety często wykorzystuje zaledwie kilka wybranych elementów z koszyka metod leczenia niepłodności, a wobec niektórych problemów jest bezsilne.

Anna Krawczak ze Stowarzyszenia na rzecz Leczenia Niepłodności „Nasz Bocian” zwraca z kolei uwagę na to, że naprotechnologia jest zastrzeżonym znakiem towarowym, przez co osoby nieuprawnione do posługiwania się tym terminem nie mają prawa do prowadzenia badań naukowych na ten temat. Stwierdza ponadto, że prac naukowych z zakresu badań nad zapłodnieniem in vitro jest ok. 30 tys., a tych dotyczących naprotechnologii – trzy. Zarzuca także naprotechnologii, że jest metodą ideologiczną, a nie medyczną, bo jako ostatni etap leczenia zaleca adopcję, która nie jest postępowaniem medycznym.